# Tent show

Les tent shows sont une forme de spectacle itinérant, très populaire aux États-Unis depuis la fin du XIXe siècle jusqu'au milieu du XXe siècle. Sous cette appellation de « spectacles sous chapiteau » sont en réalité regroupés des types de divertissement très divers. Les tent shows représentent une partie importante de l'histoire américaine de cette période. En 1927, Don Carle Gillette apporte des preuves statistiques que le « drame sous tente » constitue « une entreprise plus étendue que Broadway et tout le reste de l'industrie théâtrale légitime réunis ». Ces spectacles apparaissent d'abord « dans des régions qui ne peuvent pas financer des salles de spectacle à plein temps ». Des hommes comme Fayette Lodowick, l'un des premiers entrepreneurs de tent shows, parcourent les villes fluviales des États-Unis pour gagner de l'argent grâce à ces spectacles itinérants. Les chapiteaux sont « utilisés pour une variété de divertissements, y compris des medicine shows, des projections de films, du vaudeville, du cirque, des comédies musicales, des compagnies de concert et un certain nombre de troupes dramatiques d'un soir ».
Le tent show joue un rôle critique dans l'industrie américaine du divertissement. Il est d'abord issu des salles d'opéras, qui se trouvent dans presque toutes les grandes villes jusqu'à la fin du XIXe siècle. Ces opéras sont souvent mal ventilés à l'époque. Les chapiteaux étant à l'extérieur, ils n'ont donc aucun problème de surchauffe ou de mauvaise ventilation. L'activité des tent shows explose dans les années 1920, lorsque l'industrie du divertissement en plein air est à son apogée, et décline peu de temps après. De ses origines jusqu'à son déclin et à sa chute, le tent show exerce une influence majeure sur la culture américaine.

## Origines et opéras
Le tent show reçoit son influence des salles d'opéras dans les petites villes. L'âge d'or de l'opéra, « les trente dernières années du XIXe siècle», ainsi que l'expansion rapide du réseau de transport ferroviaire américain, permettent aux artistes interprètes de parcourir l'Amérique plus facilement et plus efficacement. Au fur et à mesure que les tournées développées par les compagnies d'opéra s'améliorent, les tent shows adoptent les techniques commerciales. Ces méthodes sont mises en œuvre par des personnes telles que Roy E. Fox et Harley Sadler, des entrepreneurs de tent show qui ont de nombreuses « relations publiques et une capacité de publicité inhabituelle (pour l'époque) ». Fox et Sadler veillent toujours à rendre les spectacles aussi perfectionnés que possible. Ils étudient la disposition des sièges, rendant l'espace du théâtre plus proche d'une salle de spectacle classique que d'un cirque circulaire, utilisent des scènes surélevées pour rendre les acteurs plus visibles, ventilent correctement  les chapiteaux afin qu'ils puissent être utilisées toute l'année et créent un éclairage optimal pour les acteurs.
Les tent shows deviennent très populaires lorsque, pendant les mois d'été, les opéras deviennent si chauds que le public préfère rester à la maison. C'est alors que les tent shows font leur chemin pour devenir des précurseurs dans l'industrie du divertissement de la fin du XIXe siècle du début du XXe siècle. Les tent shows sont extrêmement populaires dans la partie ouest des États-Unis. Des centaines de tent shows jouent aussi dans des villes du Canada au Mexique.
À l'époque, les petits spectacles commencent à devenir trop chers pour être organisés dans les salles d'opéras. En 1900, « il y a environ 340 compagnies de théâtre en tournée... en 1920, leur nombre est tombé à moins de 50 ». Alors que les compagnies de tournée d'opéra commencent à fermer, les divertissements en plein air tels que le tent show lancent une nouvelle tendance. Tandis que le nombre de tent shows en tournée augmente de façon spectaculaire, le spectacle sous chapiteau a de nombreuses réglementations à respecter. Le piratage est un problème majeur pour le tent show. Les spectacles présentés ne sont pas en mesure de donner aux gens ce qu'ils attendent tout en pratiquant des prix bas. Lorsque les troupes ne plagient pas directement des pièces de théâtre, « les gérants et les autres membres des troupes de répertoire se transforment en auteurs dramatiques, remaniant d'anciennes intrigues et de vieux dispositifs, rhabillant des pièces nouvelles et populaires et inventant de nouvelles situations adaptées aux talents particuliers de leur compagnie ». En 1897, la loi sur le droit d'auteur est révisée. Elle « indique que toute personne reconnue coupable de piratage doit payer 100 dollars pour la première représentation et 50 pour chaque représentation suivante ». L'accusé peut également être reconnu coupable de délit et purger une peine d'un an de prison. En raison de la loi stricte, de nombreuses entreprises doivent augmenter leurs prix. Cela provoque une concurrence dans la réduction des coûts pour les tent shows. Bien que les spectacles sous chapiteau soient confrontées à de nombreux problèmes comme celui-ci tout au long du XXe siècle, les années 1920 restent la période la plus prolifique pour les tent shows.

## Différents types detents shows

### Compagnies de répertoire
Les « compagnies de répertoire » agissent de la même manière que les compagnies de tournée théâtrale, mais au lieu d'aller de théâtre en théâtre, elles voyagent avec leur équipement, s'installent en ville et exécutent « des répertoires suffisamment complets pour offrir une semaine de divertissement ». Bien qu'une halte d'une semaine soit la norme, un « séjour peut être occasionnellement prolongé jusqu'à deux mois dans les grandes villes ».

### Cirque
Le type de spectacle le plus populaire qui se déroule sous chapiteau est le cirque. Le propriétaire typiquement associé au cirque est P.T. Barnum du Barnum and Bailey Circus, toujours en activité aujourd'hui. Un extrait du livre Travelling Medicine Show déclare : « Les cirques sont basés sur l'idée que les citadins ruraux sont sous-exposés au monde, et le cirque est le moyen par lequel ils peuvent expérimenter des divertissements et des idées exotiques, un concept que le medicine show exploite plus tard avec autant de succès ».

### Medicine show
À l'instar du cirque, les medicine shows sont des troupes d'artistes itinérants qui font des numéros de divertissement, mais contrairement aux cirques, leurs performances sont « entrecoupées d'arguments de vente colportant des remèdes miracles, des élixirs et d'autres produits divers de nature douteuse ».

### Vaudeville
Le vaudeville (spectacle de variété) est un type de divertissement très populaire qui se produit dans les tent shows. Le vaudeville définit vraiment la culture vivante après la guerre civile. Le développement du vaudeville marque le début du divertissement populaire en tant que grande entreprise dépendante de l'organisation d'un nombre croissant de cols blancs et de l'augmentation du temps de loisir, du pouvoir d'achat et des goûts changeants d'un public de la classe moyenne urbaine. Le vaudeville fourni plus de matériel et de formats pour le medicine show que toute autre forme populaire. Egalement un spectacle de variété, il établit l'idée d'avoir des styles de divertissement variés sans besoin de connexion ou de relation entre eux.

### Wild West shows
Les Wild West Shows sont un type de divertissement très intéressant et amusant qui se produit dans les tent shows. Ces spectacles comportent de nombreux types de scènes centrées sur les « cow-boys et les Indiens ». Ces spectacles de Far West inventent un « folklore américain », en héroïsant le cow-boy et en exploitant l'exotisme des Amérindiens. Buffalo Bill est l'un des propriétaires de Wild West show les plus célèbres. La comédie musicale Annie du Far West sera ensuite inspirée par son travail. Les Wild West shows comprennent des sensations fortes avec l'utilisation d'armes à feu et même des expositions d'animaux.

### Le circuit Chautauqua
Contrairement aux autres styles qui sont évidemment des médiums axés sur le spectacle et la performance, le circuit Chautauqua se présente comme une semaine éducative pour les villes locales. « Bien que les programmes de Chautauqua soient exécutés sous chapiteau, sur une scène,  par des artistes professionnels, et pour lesquels l'admission est payante, un soin extrême est pris pour que ce programme soit séparé du "show business" ». Cependant, la nature éducative ne le rend pas moins divertissant ou populaire parmi les communautés dans lesquelles se déroulent les semaines Chautauqua.

## Artistes célèbres
« Au début du XIXe siècle, le public du théâtre est principalement masculin, et les hommes dominent aussi en tant qu'artistes. Les actrices féminines ne deviennent populaires que vers le milieu du siècle ». Une fois qu'il est devenu socialement acceptable pour les femmes de se produire dans les tent shows, une nouvelle mode commence à apparaître chez les artistes. Les duos mari et femme sont extrêmement populaires, mais ils ne fonctionnent pas toujours avec succès sur scène. Un autre phénomène étrange est que les femmes qui se produisent ne sont pas exactement les femmes les plus attirantes. Certaines sont grandes, certaines ordinaires, et certaines trop fortes pour être même fourrées dans un corset avec succès. C'est le contraire de ce qui se passe dans l'industrie du cinéma et du théâtre de l'époque. Quelques grands noms des circuits de tent show incluent les comédiens Edwin Forrest, Jack Langrishe, l'acteur et danseur Eddie Foy et la cantatrice Jenny Lind. L'actrice Sarah Bernhardt fait également une tournée aux États-Unis dans un tent show.
Les tent shows servent aussi de piste d'essai à des talents en herbe devenus célèbres par la suite, des noms comme les acteurs Clark Gable, Jennifer Jones, Buddy Ebsen, Red Skelton, Milburn Stone, Lyle Talbot, le pianiste, chanteur, danseur et compositeur Perry Bradford, l'homme orchestre Jesse Fuller, les chanteurs Jimmie Rodgers, Bill Monroe, Paul Gayten, Bessie Smith, Ma Rainey, Sippie Wallace, Rufus Thomas et bien d'autres. Le duo comique Lawrence "Boob" Brasfield et Neva Brasfield, connus sous le nom de Oncle Cyp and Aunt Sap, tournent également avec les tent shows.

## Tent showset chemin de fer

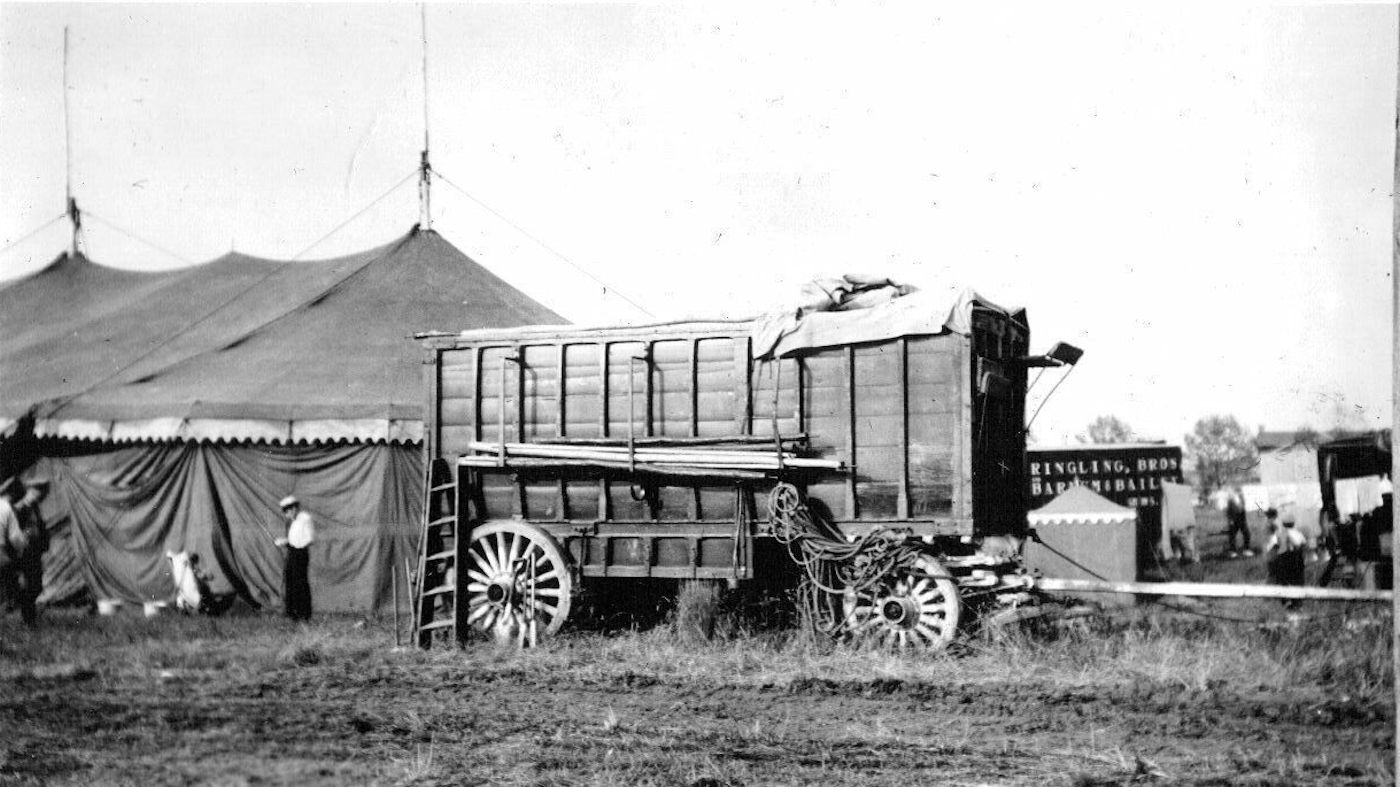
Chapiteau et wagon du Barnum & Bailey Circus en 1939.

Les tent shows n'auraient pas été aussi répandus aux États-Unis sans l'expansion du système ferroviaire. Le 1er juillet 1862, « le président Abraham Lincoln promulgue la loi sur le Pacific Railroad Acts, qui lance la construction d'un chemin de fer de 1 776 miles de long entre le fleuve Missouri et l'océan Pacifique ». Ce chemin de fer est finalement appelé « premier chemin de fer transcontinental », et il a pour effet est d'ouvrir « l'Ouest américain à la colonisation et au commerce comme jamais auparavant... Un voyage d'un océan à l'autre qui durait six mois autrefois peut désormais être fait en sept jours. Une nouvelle ère de transport rapide a commencé ». Il ouvre également l'Occident aux troupes de spectacles itinérantes et aux tent shows. « Acteurs, actrices, troupes théâtrales et artistes de toutes sortes parcourent les théâtres de l'Ouest, en particulier après que l'expansion du système ferroviaire a permis de voyager facilement à travers les grands espaces ». Le rail permet également l'expansion des spectacles plus importants, car il y a maintenant un moyen plus facile de transporter leur équipement : selon William Slout, « le spectacle combiné Barnum et Bailey se déplace sur 90 wagons de chemin de fer de double longueur ». Une telle quantité de matériel de scène, d'animaux et d'artistes aurait été impossible à déplacer sans un système de transport efficace comme le chemin de fer. « Le transport ferroviaire est rendu encore plus attrayant pour les compagnies de tournée lorsque les chemins de fer offrent des concessions tarifaires théâtrales ». Ainsi, le train est rapide, bon marché, répandu et permet d'énormes installations pour les spectacles. C'est une aide incroyable pour les tent shows de cette période.

## Première Guerre mondiale
La relation avec les chemins de fer ne reste cependant pas constante. Pendant la Première Guerre mondiale, « l'utilisation croissante des installations ferroviaires pour les besoins de guerre cause des problèmes de transport qui entraînent le passage aux véhicules automobiles ». Cela ne cause en aucun cas la chute de l'industrie du tent show - en fait, pour les spectacles sous chapiteau, « les développements les plus importants de la deuxième décennie du XXe siècle sont la Première Guerre mondiale et l'émergence du transport automobile en tant que mode de vie américain ». Les années de la Grande Guerre sont les meilleures années de l'histoire des tent shows, en raison d'un désir d'évasion du public américain. La Première Guerre mondiale accélère également l'économie américaine, et donc les gens cherchent à se distraire des horreurs de la guerre et sont suffisamment à l'aise financièrement pour soutenir les tent shows. Il y a cependant plusieurs difficultés pour les spectacles de tentes pendant les années de guerre : « la conscription mobilise des acteurs masculins, des musiciens et des canvasmen dans la force de l'âge », « la fièvre de la guerre conduit à un sentiment de ressentiment envers les compagnies de voyage » et « la rareté des bons lots de spectacles » (où placer le chapiteau) crée des problèmes logistiques pour les gestionnaires de spectacles de tentes. Cependant, tous ces problèmes seront résolus par la croissance de l'industrie automobile. Bien qu'étant auparavant un article de luxe réservé aux personnes extrêmement riches, les automobiles deviennent rapidement plus sûres et moins chères, et davantage de gens de la classe inférieure commencent à acheter des véhicules. Cela crée un climat dans lequel les exploitants de spectacles voient leur activité augmenter, car les gens peuvent désormais se rendre aux spectacles. Un propriétaire de chapiteau dit : « D'où ils viennent tous, personne ne peut le dire. Tout ce qu'on peut dire, c'est grâce à Henry Ford ».

## Tents shows et images animées
Dans le boom du répertoire des chapiteaux, les films deviennent le moyen le plus simple et le plus populaire pour gagner de l'argent. L'engouement pour les expositions d'images commence en 1896 « avec la première exposition de Vitascope au Koster and Bial's Music Hall de New York », qui « atteint en 1906 un degré d'acceptation du public totalement inattendu ». Selon le lieu, « les prix d'entrée pour les mélodrames bon marché et les compagnies de répertoire sont de 10, 20 et 30 cents, et pour les tournées, jusqu'à 1,50 $ ; les films peuvent être projetés pour 5 cents ». Le cinéma joue un rôle important dans la diminution de l'intérêt pour les divertissements en direct. Il finit par détériorer le vaudeville et les mélodrames. Les films sont peu coûteux, faciles à utiliser et attirent le public. Les tent shows investissent dans ce qui leur rapporte le plus d'argent et rencontre le plus de popularité. Les images animées ne ralentissent pas l'activité des tent shows mais améliorent plutôt les affaires. Les films deviennent si populaires à l'époque que la plupart des théâtres locaux des villes des États-Unis sont transformés en salles de cinéma.
De nombreux directeurs de théâtres locaux, qui sont des hommes d'affaires installés sur place en permanence, sont « disponibles toute l'année pour faire campagne contre l'intrusion d'attractions itinérantes en plein air qui arrivent trop fréquemment chaque année ». Les tent shows détournent une grande partie des affaires créées par les propriétaires de salles de cinéma.
À mesure que la popularité augmente, la syndicalisation devient la prochaine étape dans une tentative de rendre les tent shows encore plus prospères. Cependant, cela finit par jouer un rôle important dans la disparition des tent shows. Les spectacles sous chapiteau perdent rapidement leur public au profit des films parlant. Non seulement les films sont un peu moins chers que les tent shows, mais ils sont mieux à même de satisfaire les désirs, les appétits et les désirs de leur public pauvre.

## Déclin et chute destent shows
L'ère des tent shows se termine dans les années 1930, pendant la Grande Dépression. Cependant, l'héritage de l'époque se retrouve toujours en Amérique et même dans le monde entier. En 1930, la nation est en proie à la Dépression et les gens sont plus préoccupés par l'argent pour la nourriture et les vêtements que par des produits de luxe comme les divertissements. Neil Schaffner, un célèbre opérateur de tent show de l'Iowa, rappelle que son public disparaît précisément le 6 juillet 1930 et que d'autres spectacles de sa région subissent un sort similaire à la même date. Les tent shows déclinent au point « qu'il y a moins de spectacles sur la route en 1932 qu'à tout moment avant la Première Guerre mondiale ». Acteurs et directeurs, maintenant sans emploi, vont principalement travailler pour la radio, qui est dominante à Chicago, ou les studios de cinéma sur la côte ouest. Ils trouvent également un emploi avec le Federal Theatre Project, qui est créé sous la Work Projects Administration en 1935 et est destiné à aider les acteurs sans emploi pendant la Dépression. C'est une période changeante pour l'Amérique, car les tent shows ne sont « plus nécessaires pour amener le théâtre dans les petites communautés ». Grâce aux progrès de la technologie, les automobiles donnent au grand public la possibilité de voyager et de participer à tout divertissement qu'il souhaite. Les gens peuvent désormais se rendre en voiture à n'importe quel théâtre ou cinéma de leur choix, et la télévision permet aux gens d'accéder aux divertissements dans leur propre maison. 
Des centaines d'entreprises de tent show ferment pendant ces périodes, et beaucoup ne rouvrent jamais. Pendant la Seconde Guerre mondiale, « avec sa perte de personnel et son rationnement de gaz et de pneus », de nombreux autres tent shows s’arrêtent. Après la guerre, « un vestige d'une douzaine de spectacles ou plus continue jusqu'à ce qu'ils disparaissent un à un ». Un mémoire de Billy "Toby" Choate paru en 1994, intitulé Born in a Trunk, concerne 2 de ces tent shows, appelés Choate's Comedians et Bisbee's Comedians. Joe Creason, rédacteur de longue date du Louisville Courier Journal, a connu et écrit sur ces deux spectacles. Les tent shows Choate et Bisbee commencent à la fin du XIXe siècle et se terminent au milieu du XXe siècle. Le spectacle est fermé pour de bon la semaine de la fête du Travail 1966.

Les tent shows jouent un grand rôle dans le divertissement américain de la fin du XIXe siècle au début et au milieu du XXe siècle. Les compagnies diffusent de nombreux types d'art dans tout le pays. L'expansion rapide de l'entreprise pose des jalons pour les futures formes de divertissement et, même si l'économie, la technologie et la syndicalisation conduisent finalement à la disparition des tent shows, les futures compagnies le comprennent, et continuent de réaliser que, afin d'être une entreprise prospère, ils doivent fonctionner comme des tent shows. Les tent shows utilisaient une quantité extrême de publicité, donnaient toujours aux gens ce qu'ils voulaient et donnaient au public le choix de ce qu'il fallait voir et faire. La dernière compagnie de tent show en tournée sont les Schaffner Players, sous la direction de James et Juanita Davis, qui est une pièce de musée, « représentant ce qui était autrefois une industrie énergique ». Bien que les spectacles sous chapiteau soient révolus, on se souvient des compagnies pour leur amour et leur passion pour le théâtre et diverses formes de divertissement, laissant un héritage d'entreprise solide, qui a surmonté de nombreux obstacles.

## Dans la culture populaire
Plusieurs films américains se déroulent dans l'univers du tent show :
- 1910 : The Call, court-métrage de D. W. Griffith, avec Florence Barker et Henry B. Walthall.
- 1926 : 
  - Bessie à Broadway de Frank Capra, avec Bessie Love et Johnnie Walker.
  - The Wise Guyde Frank Lloyd, avec Mary Astor et James Kirkwood Sr.
- 1933 : Mickey's Tent Show, court-métrage de Jesse Duffy avec Mickey Rooney.
- 1953 : Sweethearts on Parade d'Allan Dwan, avec Ray Middleton et Lucille Norman.
- 1993 : The Tent Show est le titre anglais du film mexicano-américain La Carpa de Carlos Ávila, avec Jaime Gomez, dont l'action se passe dans un tent show chicano vers les années 1930.